# Henk Hofstra (kunstenaar)
Henk Hofstra (Terwispel, 1952) is een Nederlandse kunstschilder, beeldhouwer en grafisch ontwerper. Hij werkt in Friesland.

## Leven
Henk Hofstra volgde op 17-jarige leeftijd een jaar aan de kunstacademie Artibus in Utrecht. Enkele jaren later ging hij naar de Academie Minerva in Groningen waar hij eind jaren zeventig afstudeerde.

## Werken
Hofstra schildert in een figuratieve stijl. Zijn onderwerpen kunnen als typisch Nederlands worden gekarakteriseerd, koeien, tulpen, (polder)landschappen en stadsgezichten. Zijn werk is sinds de jaren tachtig regelmatig in binnen- en buitenland geëxposeerd, onder meer in Amsterdam, Rotterdam, Antwerpen en New York.

### Projecten in de openbare ruimte
In 2007 kreeg hij van het gemeentebestuur van zijn woonplaats Drachten de opdracht om het straatbeeld te verfraaien. Hij liet een straat, waar eerder de Drachtstervaart liep, blauw verven en noemde het project Water is leven.
Voor het Wilhelminaplein in Leeuwarden ontwierp hij achttien grote geschilderde spiegeleieren met enkele kunststof halve bollen als dooier. De gedachte erachter was dat het ei gelegd was: na veel politiek gesteggel over een extra budget van € 8,5 miljoen was de financiering rond. Het tijdelijke kunstproject werd in 2008 gerealiseerd. Het oogstte veel kritiek: ten aanzien van de hoogte van de gemoeide kosten van 100.000 euro, ten aanzien van de toekenning (het project was een eigen initiatief van de cultuurwethouder), ten aanzien van de realisatie (marktkooplieden werden gehinderd door een te felle weerkaatsing van de zon), en ten aanzien van de bestendigheid (slijtage van het werk door de wekelijkse schoonmaak van het marktplein zette snel in en het werk werd gevandaliseerd). Het werk werd hersteld nadat het opzettelijk was vernield. Het plan was om de schildering te laten liggen tot de aanvang van de herinrichting in januari plaats zou vinden. Uiteindelijk zijn de halve bollen van het tijdelijke kunstwerk in december verwijderd.
In 2010 realiseerde hij in Lelystad het project Boven Water.